# Тогоси (станция)
Станция Тогоси (яп. 戸越駅 тогоси эки) — железнодорожная станция на линии Асакуса, расположенная в специальном районе Синагава в Токио. Станция обозначена номером A-04; была открыта 15 ноября 1968 года. На станции установлены автоматические платформенные ворота.

## Планировка станции
Одна платформа островного типа и два пути.
| 1 | ○ Линия Асакуса | Ниси-Магомэ                                                                             |
| 2 | ○ Линия Асакуса | Готанда, Сэнгакудзи, Нихонбаси, Осиагэ, Аэропорт Нарита, Инба-Нихон-Идай, Сибаяма-Тиёда |

## Близлежащие станции
| «               |  | Линия         |  | »              |
| --------------- |  | ------------- |  | -------------- |
| Наканобу (A-03) |  | Линия Асакуса |  | Готанда (A-05) |